# Paracoelops megalotis
Hipposideros pomona — один з видів кажанів родини Hipposideridae.

## Поширення
Ендемік Індії.

## Морфологія
Виміри голотипу: голова і тіло довжиною 45 мм, вуха довжиною 30 мм, передпліччя довжиною 42 мм, хвіст відсутній, вага 7 грамів. Волосся досить довге. Міжстегнова мембрана темно-коричнева, без волосся. Верх голови яскраво-золотистий, що контрастує з коричнюватою спиною. Низ тіла світло-бежевий, основа волосся жовте, вуха блідо-коричневі. Вуха довгі й широкі, відокремлені й заокруглені на краю. Носовий листок підковоподібний. Хвостова мембрана 30 мм довжиною.